# Eperiella
Genre
Eperiella est un genre d'araignées aranéomorphes de la famille des Anapidae.

## Distribution
Les espèces de ce genre se rencontrent au Chili et en Tasmanie.

## Liste des espèces
Selon World Spider Catalog (version 17.5, 23/11/2016) :
- Eperiella alsophila Rix & Harvey, 2010
- Eperiella hastings Rix & Harvey, 2010

## Publication originale
- Rix & Harvey, 2010 : The spider family Micropholcommatidae (Arachnida, Araneae, Araneoidea): a relimitation and revision at the generic level. ZooKeys, vol. 36, p. 1-321 (texte intégral).